# Cadillac ATS
Cadillac ATS – samochód osobowy klasy średniej produkowany pod amerykańską marką Cadillac w latach 2012 – 2019.

## Historia i opis modelu

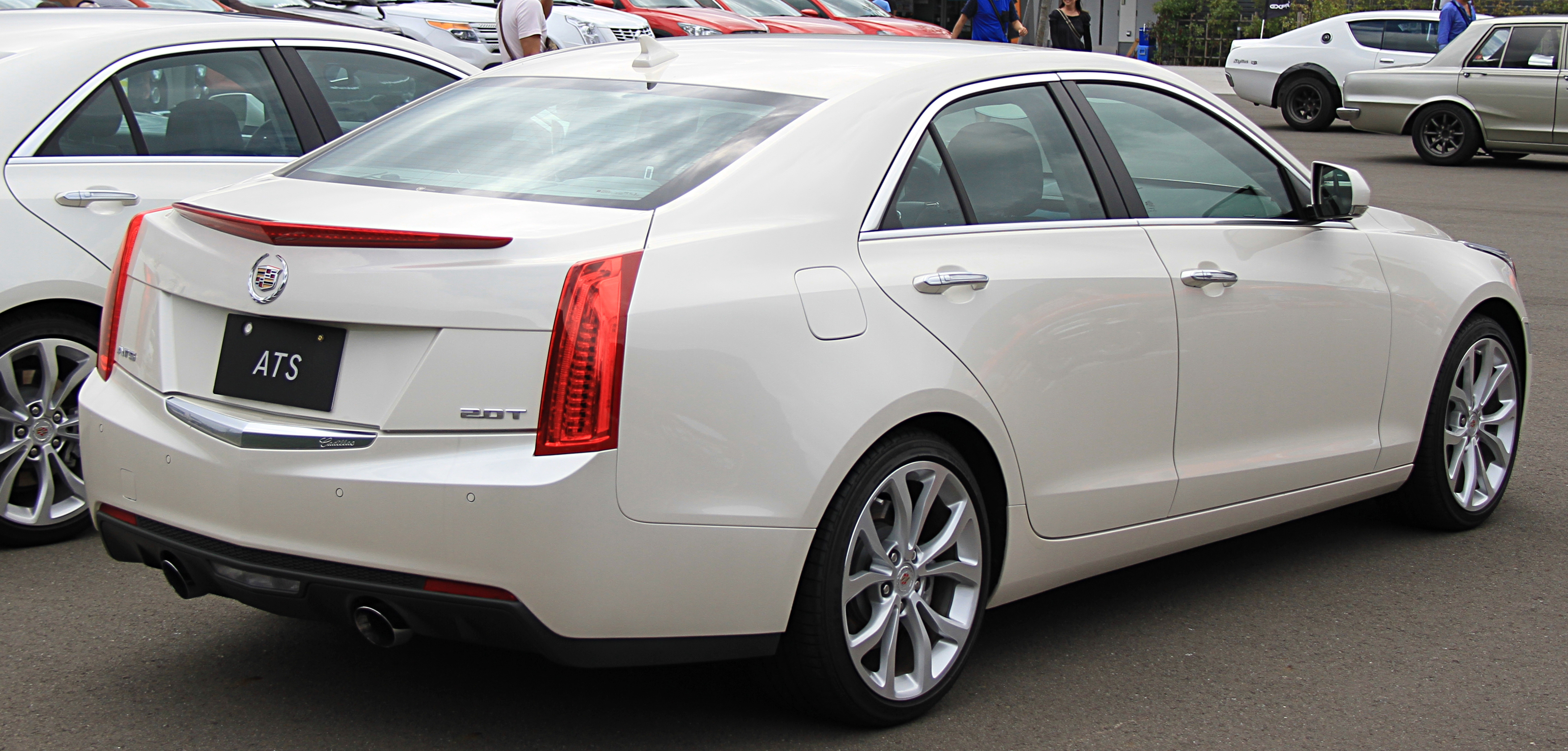
Cadillac ATS - tył

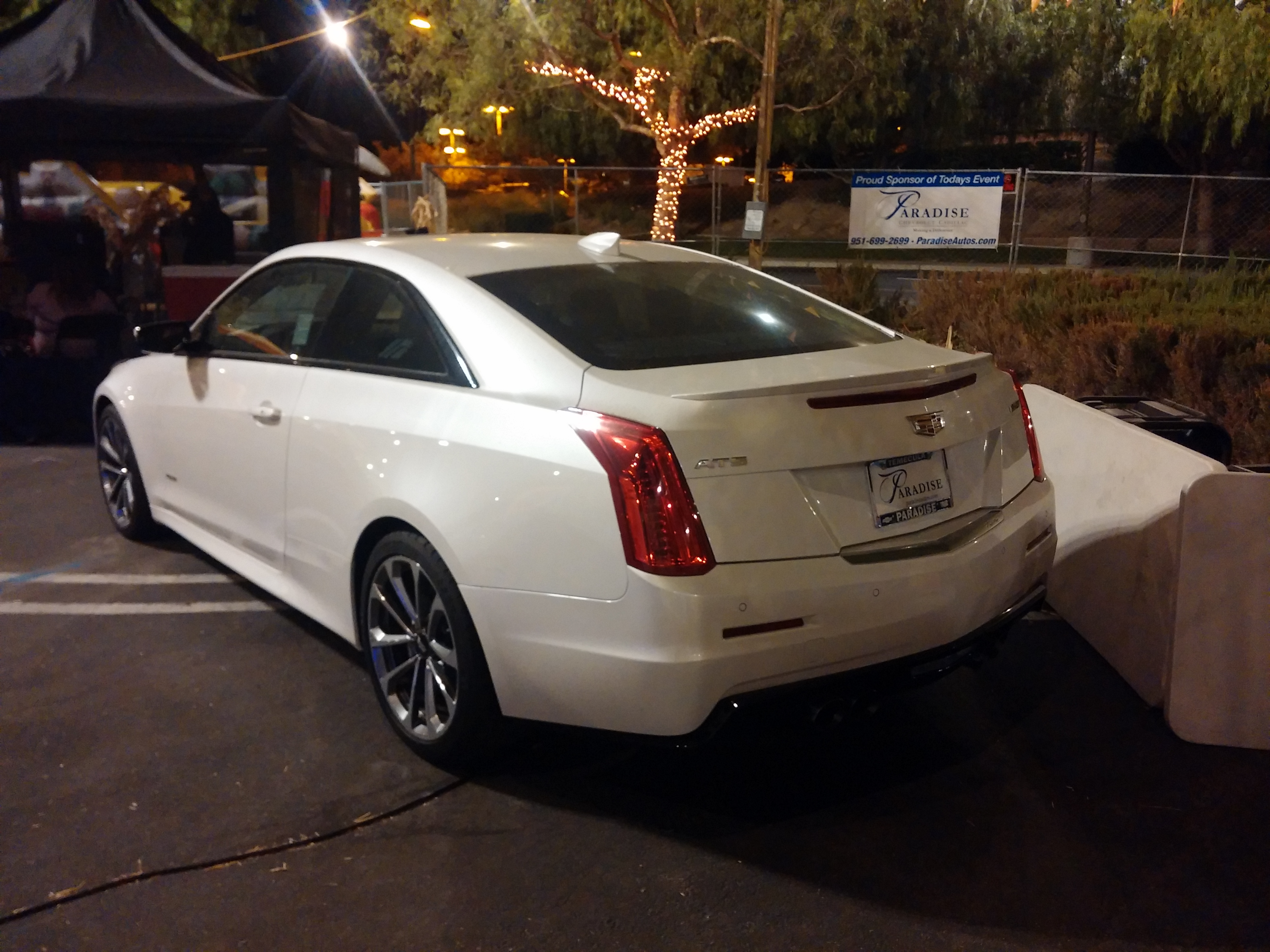
Cadillac ATS Coupé

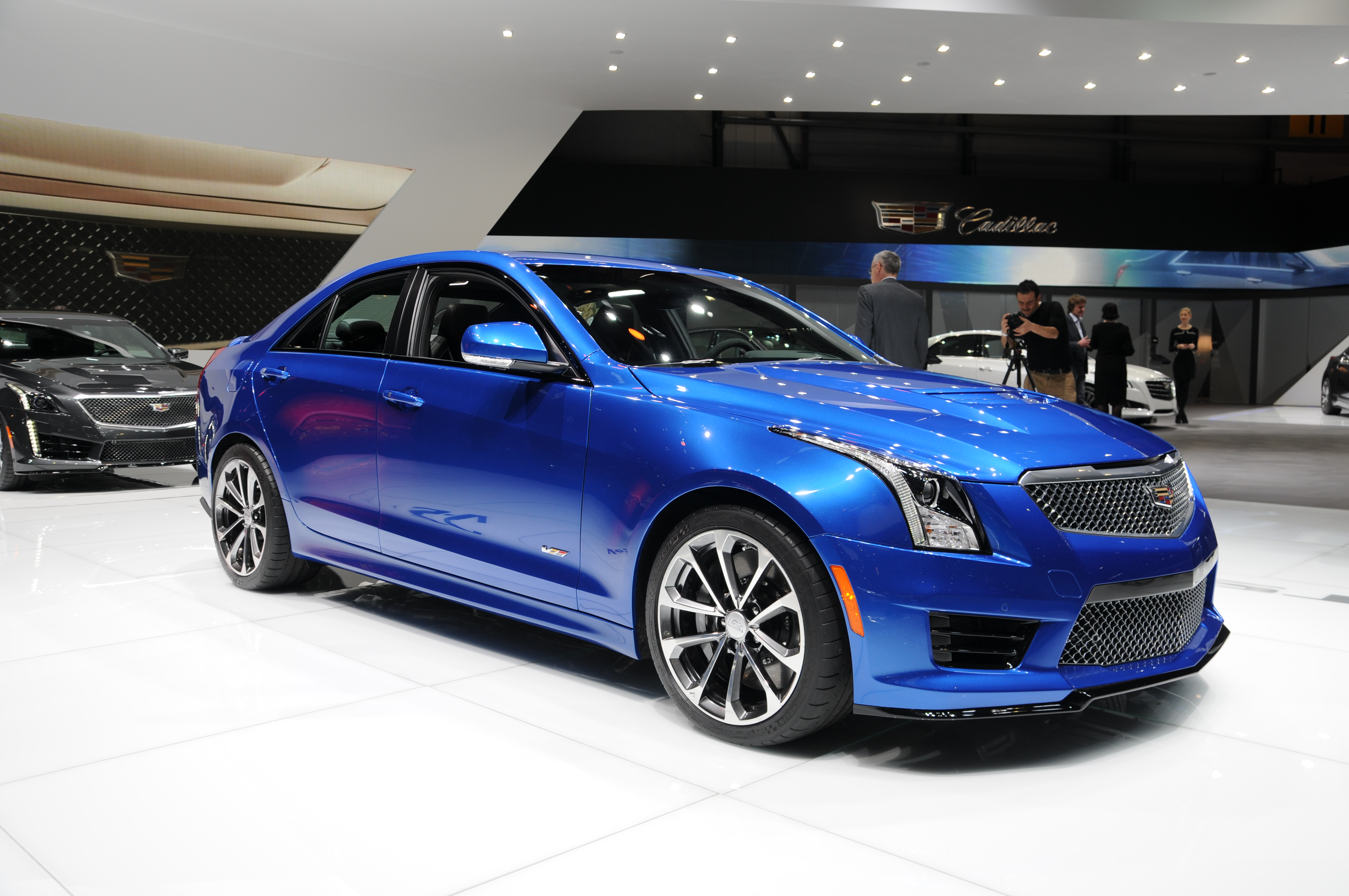
Cadillac ATS-V

Po trzyletniej przerwie poprzedzoną wycofaniem z produkcji modelu BLS w 2009 roku, Cadillac powrócił do oferowania średniej klasy pojazdu na początku 2012 roku wraz z prezentacją modelu ATS. Pojazd został zbudowany na nowej płycie podłogowej koncernu General Motors o nazwie GM Alpha, a jego proces konstrukcyjny odbywał się w General Motors Technical Center w amerykańskim mieście Warren.
Samochód utrzymano we wówczas nowej estetyce marki Cadillac, wyróżniając się strzelistymi reflektorami i lampami tylnymi, a także dużą chromowaną atrapą chłodnicy w motywie kraty. Samochód opracowano biorąc pod uwagę kompromis między luksusem, a sporotwym charakterem. W 2013 roku samochód zdobył na lokalnym rynku tytuł North American Car of the Year 2013.

### ATS Coupé
Podczas targów motoryzacyjnych w Detroit w styczniu 2014 roku zaprezentowano wersję coupé pojazdu, która zastąpiła model CTS coupé. Auto wprowadzone zostanie także na rynek europejski w październiku 2014 roku.

### Wersje wyposażenia
- LGX
- LFX
- Crimson Sport Edition[7]

W wyposażeniu standardowym pojazdu znajdował się m.in. 8-calowy wyświetlacz, system nagłośnienia Bose, dwustrefowa klimatyzacja, skórzane fotele, 8 poduszek powietrznych, system ostrzegania przed kolizją z samochodem w martwym punkcie oraz system alarmujący o niezamierzonym przekroczeniu linii pasa ruchu, tempomat i kamera cofania.

### Silniki
| Silnik             | Pojemność skokowa [cm³] | Typ silnika | Moc maksymalna [KM] przy obr./min | Maks. moment obrotowy [Nm] przy obr./min | 0-100 km/h | V-max km/h |
| Silniki benzynowe: |                         |             |                                   |                                          |            |            |
| 2.0 Turbo          | 1998                    | R4          | 276 (203)/5500                    | 353/1700-5500 400 (year 2015+)           | 5.6        | 230        |
| 2.5                | 2499                    | R4          | 204 (151)/6300                    | 258/4400                                 | 7.4        |            |
| V6 3.6             | 3564                    | V6          | 321 (239)/6800                    | 386/4800                                 | 5.3        | 230        |
| V6 3.6 TT          | 3536                    | V6          | 470 (346)/5859                    | 603/3500                                 | 3.9        | 304        |